# Drimia congesta
Drimia congesta là một loài thực vật có hoa trong họ Măng tây. Loài này được Bullock mô tả khoa học đầu tiên năm 1932.